# Eugenia Smyrnova-Trybulska
Eugenia Smyrnova-Trybulska – informatyk, pedagog dr hab nauk humanistycznych., profesor nadzwyczajny Instytutu Pedagogiki Wydziału Nauk Społecznych Uniwersytetu Śląskiego w Katowicach.

## Życiorys
W 1988 ukończyła studia z wyróżnieniem w Chersońskim Państwowym Uniwersytecie Pedagogicznym, na kierunku matematyka, uzyskując kwalifikacje: nauczyciel matematyki, informatyki i techniki obliczeniowej. W latach 1988–2000 była wykładowcą, a później docentem na kilku uczelniach ukraińskich. W latach 2000–2010 była adiunktem naukowo-dydaktycznym w Katedrze Edukacji Informatyczno-Technicznej na Wydziale Etnologii i Nauk o Edukacji w Cieszynie UŚ w Katowicach. W latach 2010–2014 – była profesorem Uniwersytetu Śląskiego na Wydziale Etnologii i Nauk o Edukacji UŚ. Od 2012 jest kierowniczką Zakładu Edukacji Humanistycznej i Nauk Pomocniczych Pedagogiki WEiNoE UŚ.
Obroniła pracę doktorską, następnie uzyskała stopień doktora habilitowanego. Pracowała w Katedrze Edukacji Informatycznej na Wydziale Etnologii i Nauk o Edukacji w Cieszynie Uniwersytetu Śląskiego w Katowicach. Otrzymała nominację profesorską. Piastuje stanowisko profesora nadzwyczajnego w Instytucie Pedagogiki na Wydziale Nauk Społecznych Uniwersytetu Śląskiego.